# Plotosus
Plotosus – rodzaj ryb sumokształtnych z rodziny plotosowatych (Plotosidae).

## Klasyfikacja
Gatunki zaliczane do tego rodzaju:
- Plotosus abbreviatus Boulenger, 1895
- Plotosus canius Hamilton, 1822 – „duży sumik koralowy”[3]
- Plotosus fisadoha Ng & Sparks, 2002
- Plotosus japonicus Yoshino & Kishimoto, 2008
- Plotosus limbatus Valenciennes, 1840
- Plotosus lineatus (Thunberg, 1787) – sumik węgorzowaty[4], plotos[4], sumik koralowy[5], „mały sumik koralowy”[3]
- Plotosus nhatrangensis Prokofiev, 2008
- Plotosus nkunga Gomon & Taylor, 1982
- Plotosus papuensis Weber, 1910

Gatunkiem typowym jest Platystacus anguillaris (= Plotosus lineatus). 

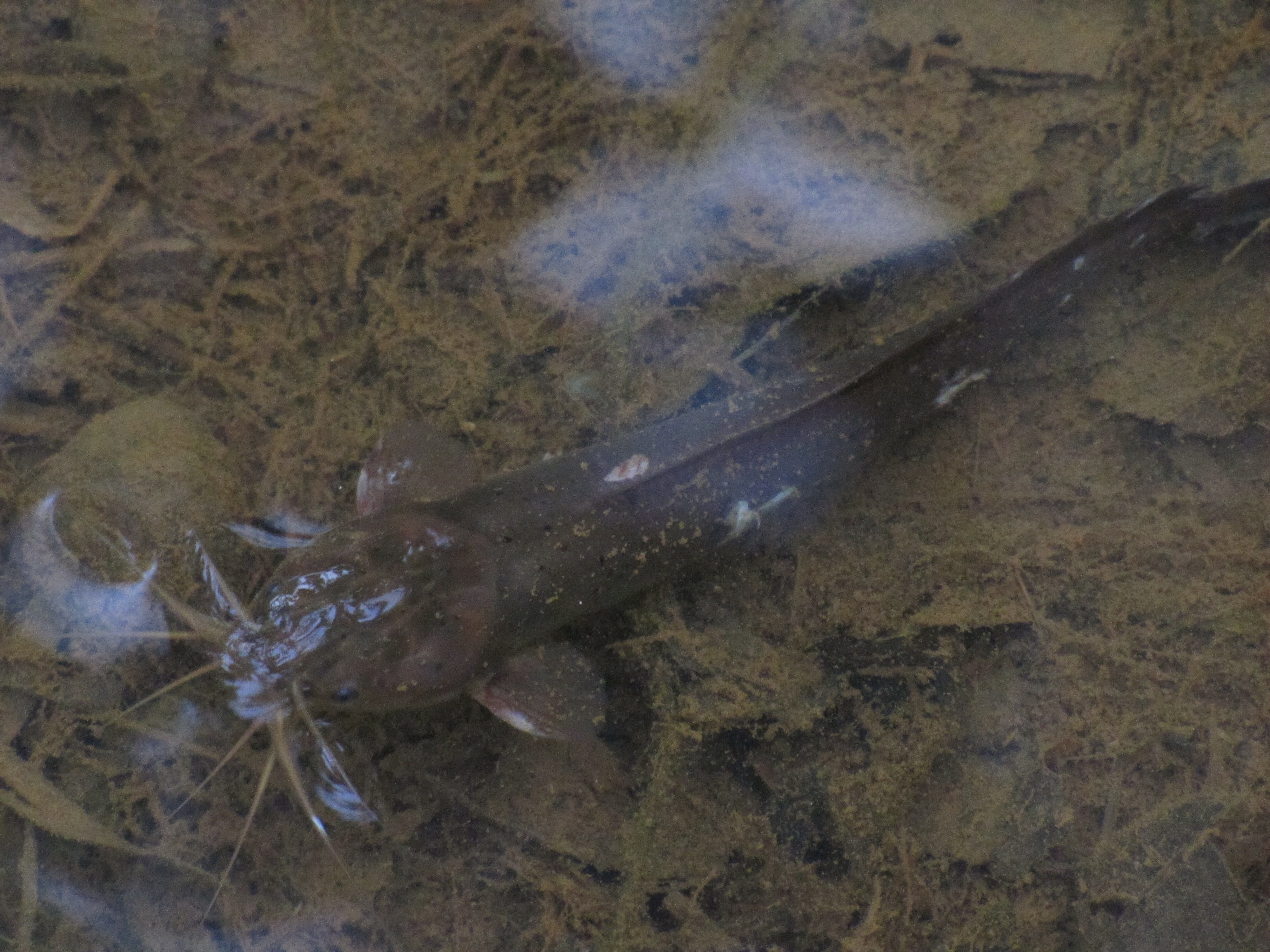
Plotosus canius